# 玄光 (越南)

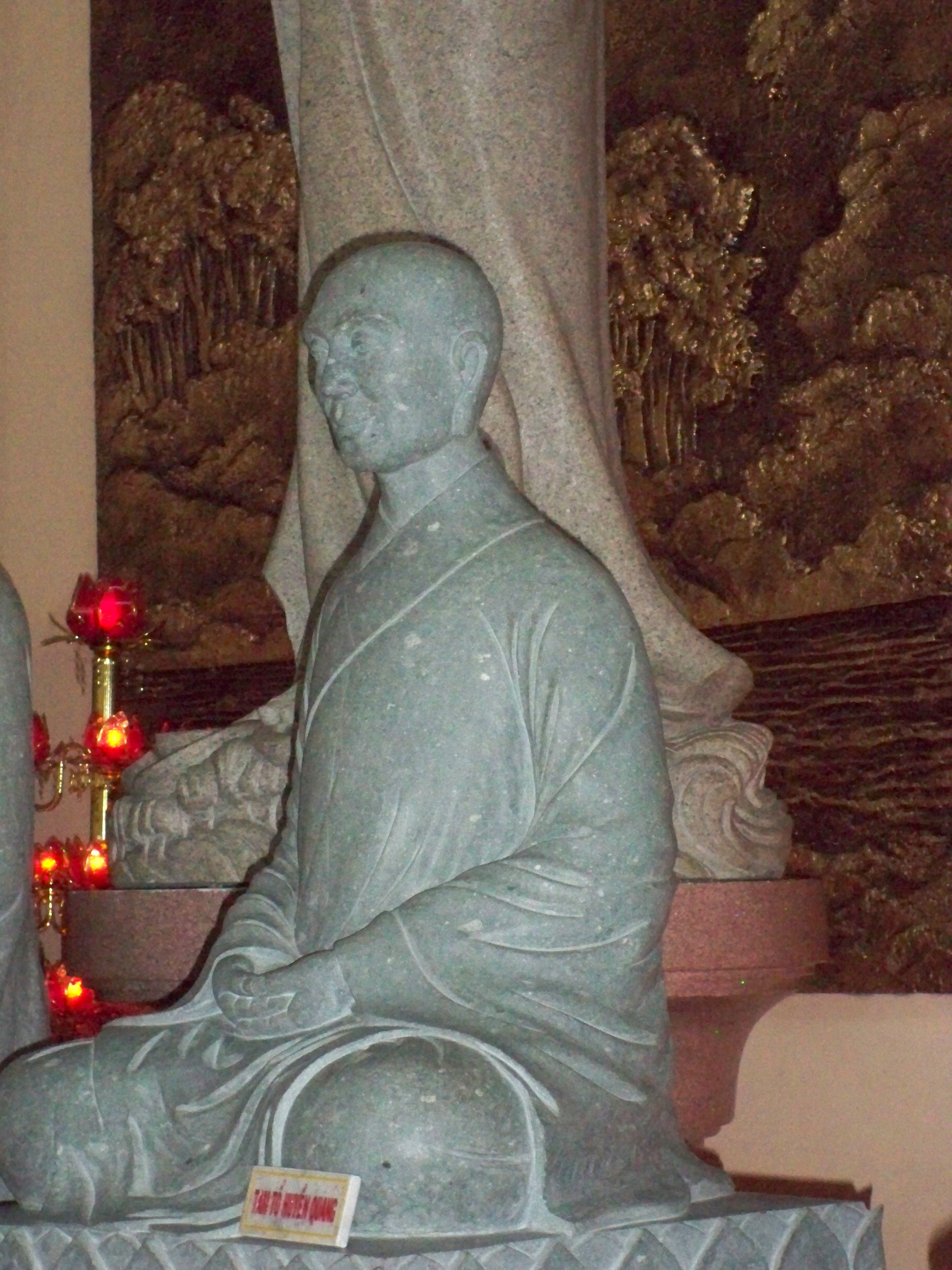
玄光

玄光（越南语：／，1254年—1334年）是越南陳朝時期的一位禪宗僧人。
玄光俗名李道載（越南语：／），是南策州人。他非常博學，先後通過鄉試和會試，在1272年或1274年取得了狀元的功名。後來他追隨陳仁宗出家。法螺圓寂後，他成為竹林禪派的第三代傳人。他與陳仁宗、法螺三人並稱竹林三祖。